# Космические силы (сериал)
«Космические силы» или «Космические войска» (англ. Space Force) — американский комедийный телесериал, созданный для стримингового сервиса Netflix Стивом Кареллом и Грегом Дэниэлсом. Сериал рассказывает о группе людей, создающих шестой вид Вооружённых сил США — Космические силы США. В главных ролях снимаются Стив Карелл, Джон Малкович, Диана Сильверс и Лиза Кудроу. Первый сезон сериала вышел на экраны 29 мая 2020 года и получил смешанные отзывы. В ноябре 2020 года сериал был продлён на второй сезон, премьера которого состоялась 18 февраля 2022 года с положительными отзывами. В апреле 2022 года сериал был отменен после двух сезонов.

## Сюжет
Главный герой сериала — генерал американских ВВС Марк Нэйрд (Стив Карелл), который мечтает возглавить ВВС США, но вместо этого становится командующим Космическими силами. Теперь он должен начать освоение Луны и обеспечить Америке господство в космосе.

## В ролях
- Стив Карелл — Марк Нэйрд, первый в истории страны начальник штаба космических операций США
- Джон Малкович — доктор Эдриан Мэлори, научный руководитель космических сил
- Лиза Кудроу — Мегги Нэйрд[5][6][7]
- Ноа Эммерих — генерал Кик Грабастон, начальник штаба ВВС США
- Алексей Воробьев — капитан Юрий «Бобби» Телатович, наблюдатель от ВКС России
- Диана Сильверс — Эрин
- Бен Шварц — Ф. Тони Скарапидуччи

## Производство
Сериал был анонсирован в январе 2019 года; 26 сентября стало известно, что в главных ролях, кроме Карелла, будут сниматься Джон Малкович, Диана Сильверс, Бен Шварц и Тоуни Ньюсам. На одну из ролей второго плана был приглашен российский артист и певец Алексей Воробьев (Alex Sparrow). Сериал оказался последней ролью Фреда Уилларда, сыгравшего роль отца Марка Нейрда: он умер за две недели до премьеры первого сезона.
Основные съёмки первого сезона (сцены на вымышленной базе Космические сил) проходили в кампусе подразделения Университета штата Калифорния в Домингес-Хиллс. 5 мая 2020 года был выпущен первый тизер-трейлер сериала. Премьера первого сезона состоялась 29 мая 2020 года на Netflix. Шоураннерами проекта стали Грег Дэниелс и Стив Карелл, известные по совместной работе над сериалом «Офис».
В ноябре 2020 года стало известно о продлении проекта на второй сезон. Съёмки прошли в 2021 году в Ванкувере. Премьера второго сезона состоялась 18 февраля 2022 года, а в апреле того же года сериал был закрыт.
Музыка
Музыку для сериала написал Картер Бёруэлл, известный как постоянный композитор в фильмах братьев Коэн. В саундтреке представлены The Beach Boys, Creedence Clearwater Revival, The Monkees, Фрэнк Синатра, Луи Армстронг

## Список эпизодов
| Сезон | Серии | Серии | Даты показа     | Даты показа     |
| ----- | ----- | ----- | --------------- | --------------- |
| 1     | 10    | 10    | 29 мая 2020     | 29 мая 2020     |
| 2     | 7     | 7     | 18 февраля 2022 | 18 февраля 2022 |

Сезон 1 (2020)
| № в сезоне | Название                                                                      | Режиссёр      | Автор сценария                    | Дата премьеры |
| ---------- | ----------------------------------------------------------------------------- | ------------- | --------------------------------- | ------------- |
| 1          | «Запуск» «The Launch»                                                         | Пол Кинг      | Стив Карелл и Грег Дэниелс        | 29 мая 2020   |
| 2          | «Спасти Эпсилон 6!» «Save Epsilon 6!»                                         | Том Маршалл   | Greg Daniels                      | 29 мая 2020   |
| 3          | «Марк и Мэллори отправляются в Вашингтон» «Mark And Mallory Go To Washington» | Том Маршалл   | Шепард Баучер                     | 29 мая 2020   |
| 4          | «Лунная среда» «Lunar Habitat»                                                | Пол Кинг      | Лорен Хаусман                     | 29 мая 2020   |
| 5          | «Космический флаг» «Space Flag»                                               | Ди Рис        | Брент Форрестер                   | 29 мая 2020   |
| 6          | «Шпион» «The Spy»                                                             | Ди Рис        | Аасия Лашей Баллок и Коннор Хайнс | 29 мая 2020   |
| 7          | «Эдисон Джеймс» «Edison Jaymes»                                               | Джефф Блиц    | Яэль Грин                         | 29 мая 2020   |
| 8          | «Супружеский визит» «Conjugal Visit»                                          | Дэвид Роджерс | Максвелл Теодор Вивиан            | 29 мая 2020   |
| 9          | «Хорошо бы вернуться на Луну» «It's Good To Be Back On The Moon»              | Дайна Рейд    | Пол Либерштейн                    | 29 мая 2020   |
| 10         | «Пропорциональный ответ» «Proportionate Response»                             | Дайна Рейд    | Грег Дэниелс                      | 29 мая 2020   |

Сезон 2 (2022)
| № в сезоне | Название                                       | Режиссёр   | Автор сценария  | Дата премьеры   |
| ---------- | ---------------------------------------------- | ---------- | --------------- | --------------- |
| 1          | «Расследование» «The Inquiry»                  | Кен Куопис | Стив Карелл     | 18 февраля 2022 |
| 2          | «Сокращение бюджета» «Budget Cuts»             | Кен Куопис | Ким Тран        | 18 февраля 2022 |
| 3          | «Китайская делегация» «The Chinese Delegation» | Кен Куопис | Джимми Оуян     | 18 февраля 2022 |
| 4          | «Проект Европа» «The Europa Project»           | Кен Куопис | Лорен Хаусман   | 18 февраля 2022 |
| 5          | «Безумная уверенность» «Mad (Buff) Confidence» | Кен Куопис | Брент Форрестер | 18 февраля 2022 |
| 6          | «Приём у врача» «The Doctor's Appointment»     | Кен Куопис | Норм Хискок     | 18 февраля 2022 |
| 7          | «Взлом» «The Hack»                             | Кен Куопис | Ким Тран        | 18 февраля 2022 |

## Оценки
На отчётном совещании Netflix за второй квартал 2020 года было объявлено, что первый сезон посмотрели приблизительно 40 миллионов семей. Позже подсчитали что 8,3 % подписчиков сервиса посмотрели «Космические силы» за первый месяц показа. Второй сезон в течение недели входил в глобальный топ-10 сериалов Netflix: его смотрели 12,32 миллиона часов.
Первый сезон получил противоречивые отзывы критиков из-за излишней политизированности сериала: сценаристы уделили основное внимание высмеиванию республиканцев (в том числе Дональда Трампа) и армейских порядков. При этом рецензенты высоко оценивали игру Каррелла и Малковича и отдельные сюжетные решения. По словам обозревателя Film.ru, «Космические силы» «расцветают, именно когда расслабляются и позволяют себе просто дурачиться». В то же время Дмитрий Барченков из «Коммерсанта» охарактеризовал сериал в первую очередь как «лирическую трагикомедию о „старике“ в новом мире», а политическую сатиру в шоу назвал «беззубой». Для Павла Воронкова («Газета.ру») «Космические силы» — «подуставшая (в хорошем смысле) версия „Доктора Стрейнджлава“ Стэнли Кубрика».
Ричард Роупер из Chicago Sun-Times похвалил Карелла за «безупречный комедийный выбор времени и сверхъестественную способность сыграть ещё одного персонажа, который часто оказывается невыносимым шутом», но раскритиковал юмор «наудачу» и нереализованный потенциал. Ник Аллен, пишущий для RogerEbert.com, высоко оценил игру актёров, но раскритиковал сюжет. The Guardian поставил первому сезону всего 2 балла из 5, со словами: «Хотя Малкович иногда смеется над самыми бесперспективными сюжетными линиями, „Космические силы“ не смешны, что затрудняет их отнесение к категории комедийных». Джошуа Ривера из The Verge заявил, что «шоу разваливается прежде, чем начинает работать».
На агрегаторе отзывов Rotten Tomatoes первый сезон получил рейтинг всего 38 % со средней оценкой 5,8 из 10. По мнению критиков с этого сайта, «звёздного актерского состава и спецэффектов, достойных блокбастера, недостаточно, чтобы неравномерное сочетание серьезности и сатиры… быстро сошло с комедийной орбиты». На Metacritic сезон получил средневзвешенную оценку 49 из 100, что указывает на «смешанные или средние отзывы».
Второй сезон был оценён более высоко. На Rotten Tomatoes он получил рейтинг в 90 % со средней оценкой 7,1 из 10, на Metacritic — средневзвешенную оценку 61 из 100, что указывает на «в целом благоприятные отзывы». Ник Аллен констатировал, что на этот раз «Космические силы» «хороши, или достаточно хороши, в том, что для них важнее всего».